# Polybromodiphényléther

Structure chimique des PBDE.

Les polybromodiphényléthers (PBDE) sont une suite de 209 produits chimiques bromés différents, dont certains sont ou ont été utilisés pour ignifuger les matières plastiques et les textiles. Ils ont aussi été utilisés à haute dose dans les années 1970 et 1980 pour l'extraction pétrolière.
Trois PBDE ont connu un usage commercial :
- le pentabromodiphényléther (5-BDE, penta-BDE) ;
- l’octabromodiphényléther (8-BDE, octa-BDE) ;
- le décabromodiphényléther (10-BDE, déca-BDE).

## Propriétés physiques
Plusieurs de leurs propriétés physiques rendent les composés de cette famille dangereux.
- La faible pression de vapeur les rend volatils (plus ou moins selon leur degré de bromation). Certains sont facilement aéroportés à longues distances. Ils peuvent affecter les écosystèmes loin des centres de production. À titre d'exemple, la quantité de PBDE a augmenté dans l’Arctique depuis les dix dernières années. D'autres études envisagent que le transport des différentes zones de production vers les zones de dépôts s’effectue par sauts selon les saisons, la température, etc.[1]. La fonte des neiges favorise ce phénomène. Ce mécanisme se produit jusqu’à l’émergence du feuillage[2].
- Leur coefficient de partage octanol-eau (Log Kow) élevé les rend faiblement solubles dans l’eau, mais confère aux PBDE une grande affinité avec la matière organique, ce qui explique leur bioaccumulation (par exemple chez les oiseaux de proie)[3].
- Leur liposolubilité (solubilité dans le gras)[4].
- Leur coefficient de partage air-eau (Log Kaw) varie beaucoup selon les PBDE. Sans donc généraliser pour cette famille de composés, on peut à partir de ce coefficient, déterminer pour chacun des composés où ce dernier serait susceptible de se retrouver[2], sous sa forme aqueuse ou gazeuse, ce qui donnera des indices de sa facilité de déplacement dans l’environnement.
- Le coefficient de partage air-octanol (Log Kao) permet de déterminer la répartition entre la phase gazeuse qui amène le phénomène de la grande dispersion des PBDE à la surface du globe et dans les sols. 
Selon les données obtenues, à 25 °C, environ 80 % des PBDE sont gazeux, tandis qu’à 0 °C, seulement 10 % sont sous la forme gazeuse[2].

Ces trois coefficients permettent de prédire les lieux où risquent de s'accumuler ces produits : d'abord les sédiments, puis les sols, puis l'eau et enfin l'air.

## Biodégradabilité
Ils sont biodégradables, mais avec une durée moyenne de demi-vie de deux ans et plus (selon conditions écologiques et de température),. De plus, les plus « gros » PBDE (fortement bromés) se décomposent en PBDE plus petits encore plus bioaccumulables tels que penta- et hexa-BDE.
Les risques et caractéristiques de persistance, varient selon le temps de demi-vie du produit dans l'environnement considéré. Le mode de désintégration est le même que pour les polychlorobiphényles. Ce mode dans les sédiments, dans les eaux de surface et dans les sols est favorisé par la présence de certains microorganismes facilitant le processus de dégradation. Leur temps de demi-vie est réduit dans ces environnements.

## Devenir environnemental
Cette famille de composés contamine l’environnement dès leur fabrication, puis surtout lors de l’élimination, de l’usure et de la destruction des produits contenant ce type de composé, les PBDE. Par contre, les concentrations varient beaucoup selon la région, l’environnement ambiant, etc. (exemples ci-dessous)

### Dans l'air extérieur
Les taux trouvés dans l'air de la région des Grands Lacs sont similaires à ceux des PCB, et certaines mesures faites dans le Grand Nord étaient assez élevées pour être potentiellement dangereuses. Les concentrations maximales ont été mesurées au cours des mois estivaux.

### Dans les boues d'épuration
Dans la région du lac Michigan, en 1999, ces boues (riches en matière organique) en contenaient de trente à cinquante fois plus que des PCB. Les taux observés en Amérique du Nord sont plus élevés qu'en Europe, pour les boues d’épuration comparées.

### Dans les eaux de surface
Les concentrations étant inférieures aux limites de détection des appareils employés dans les années 1990 pour les analyses, elles n'étaient pas connues. Leur « faible » présence apparente dans l'eau concorde avec les propriétés hydrophobes des PBDE.
Une étude québécoise récente a recherché 24 congénères de PBDE dans 58 échantillons d'eau (il pourrait potentiellement y en avoir plus d'une centaine).
- Les taux variaient fortement (de moins que la limite de détection pour tous les congénères analysés à 10 700 pg/l de PBDE totaux).
- Des taux très élevés de PBDE ont été détectés, par exemple dans la rivière Yamaska Nord en aval de Granby (Québec) (avec un taux médian de 2 530 pg/l pour les PBDE totaux), dix fois supérieurs à ceux mesurés en amont. Ici, c'est l'industrie des plastiques et textiles qui semble responsable.
- Les médianes par site allaient de 14 à 2 530 pg/l. Dans trois cas (Terrebonne, Lavaltrie et aval de Granby), la concentration médiane pour le total des congénères tétra-BDE, penta-BDE et hexa-BDE dépassait 300 pg/l, dose conduisant à une contamination excessive des animaux terrestres piscivores via la bioaccumulation trophique.
- Treize échantillons sur 58 dépassaient les 1 000 pg/l (taux élevés en comparaison de ceux cités par la littérature scientifique)[6]

Selon le MDDEP, Le règlement fédéral québécois de juin 2008 pourrait diminuer les apports de PBDE, mais il ne les réglemente pas tous, et il ne suffira peut-être pas à « protéger la faune terrestre piscivore ».

### Dans l'eau potable
Étant surtout soluble dans le gras, il est théoriquement facile à traiter dans les stations de traitement d’eau potable (au Québec, celles de Lavaltrie et de Terrebonne le suppriment à 93 % de l'eau, mais celle-ci en contient in fine de 11 à 177 pg/l (pour 498 à 4 010 pg/l dans l'eau non traitée au même moment). Les congénères 47 et 99 constituent la presque totalité des PBDE trouvés dans l'eau traitée. Le déca-BDE présent dans l'eau brute en amont semble lui totalement éliminé.

### Dans les sols et sédiments
Ce sont les milieux les plus probablement contaminés car fixant bien ces molécules.
Plusieurs études ont trouvé dans les sédiments de 1 100 à 2 290 μg/kg de PBDE, pour 0,4 à 30 μg/kg dans les sols.

### Dans le réseau trophique (chaine alimentaire)
Les organismes vivants auraient absorbé plus de 72 % du déca-BDE utilisé en Amérique du Nord (où on a utilisé le plus de PBDE), et plus de 82 % du déca-BDE utilisé dans le monde.
Cette famille de composés est fortement et rapidement bioamplifiable.
Les organismes aquatiques en contiennent nettement plus que les autres, avec une bioaccumulation importante.
- La chair des grands dauphins étudiés sur les côtes des États-Unis en contenait 200 μg/kg chez les femelles pour les tétra-, penta- et hexa-BDE. Les mâles étaient bien plus contaminés (quinze fois plus, avec 3 100 μg/kg). Des PBDE sont trouvés jusque chez les mammifères marins pélagiques qui se nourrissent de plancton et petits poissons dans les eaux profondes au large (baleines à fanons), ce qui montre que ces composés sont transportés jusqu'en eau profonde[7].
- Chez les carpes étudiées dans la rivière Buffalo (État de New York), 95 % environ des PBDE était du tétra-BDE, avec de petites quantités de penta- et d’hexa-BDE. Les plus hautes concentrations observées proviennent de sites proches de villes. Par contre, lors de l’étude, en 1991, les PBDE étaient dix fois moins concentrés que les BPC et le DDT.
- Le gras du meunier noir de la rivière Yamaska Nord contient quarante fois plus de PBDE que le seuil considéré par Environnement Canada comme sécuritaire pour la faune terrestre piscivore (8,4 ng/g) alors qu’en amont de cette ville industrielle, le taux avoisine ce seuil[6].
- En mer du Nord, plusieurs types d’espèces ont été répertoriés pour mieux comprendre la distribution de ces polluants. Chez les invertébrés, une espèce d'étoile de mer, le bernard-l’hermite et le buccin (Buccinum undatum) en contenaient de 2,6 à 118 μg/kg dans leurs tissus gras. Chez les poissons, les foies de hareng atlantique, de merlan et de morue en contenaient de 7,6 à 309 μg/kg. Enfin, les mammifères marins étudiés (phoque commun et marsouin commun en contenaient de 57 à 9 250 μg/kg dans leurs tissus gras.
- Dans l'estuaire du Saint-Laurent, chez les phoques et les bélugas étudiés, les taux variaient de 0,2 à plus de 500 μg/kg ; le composé majoritaire étant le déca-BDE[7]. Un plus ample échantillon est représenté dans le tableau 1.

| Espèce                   | Quantité retrouvée dans les lipides (%) | Concentration des PBDE (µg/kg) | Localité                     |
| ------------------------ | --------------------------------------- | ------------------------------ | ---------------------------- |
| Dauphin à flancs blancs  | 77                                      | 192                            | Angleterre et pays de Galles |
| Dauphin à nez blanc      | 74                                      | 9 410                          | Angleterre et pays de Galles |
| Dauphin bleu et blanc    | 39                                      | 450                            | Angleterre et pays de Galles |
| Dauphin commun           | 71                                      | 353                            | Angleterre et pays de Galles |
| Dauphin de Risso         | 81                                      | 1 400                          | Angleterre et pays de Galles |
| Globicéphale noir        | 46                                      | 319                            | Angleterre et pays de Galles |
| Rorqual commun           | 62                                      | 38                             | Angleterre et pays de Galles |
| Baleine de Minke         | 26                                      | 99                             | Angleterre et pays de Galles |
| Baleine à bec de Sowerby | 56                                      | 172                            | Angleterre et pays de Galles |
| Phoque commun            | 67                                      | 990                            | Est de l'Angleterre          |
| Phoque commun            | 82                                      | 2 020                          | Nord-est de l'Angleterre     |
| Phoque gris              | 89                                      | 525                            | Nord-est de l'Angleterre     |
| Phoque gris              | 70                                      | 527                            | Sud-ouest de l'Angleterre    |
| Phoque gris              | 82                                      | 1 080                          | Pays de Galles               |
| Phoque de la Caspienne   | 74                                      | 15                             | Azerbaïdjan                  |
| Grand dauphin            | 80                                      | 167                            | Australie                    |
| Dauphin d'Électre        | 16                                      | 36                             | Australie                    |
| Cachalot                 | 55                                      | 263                            | Pays-Bas                     |
| Cachalot                 | 64                                      | 67                             | Orcades                      |

Chez les espèces terrestres non aquatiques, les concentrations varient beaucoup selon divers facteurs.
- Les oiseaux sont diversement contaminés, selon l’écosystème qu’ils habitent et leur nourriture, ainsi que leur rang dans la chaîne alimentaire. Par exemple, le Cormoran d’Angleterre et du pays de Galles (situés dans le haut de la chaîne alimentaire de cette région) présentent des taux de 24 à 140 μg/kg. De plus, quatorze composés différents de PBDE ont été retrouvés dans ces oiseaux. 
Chez des oiseaux du reste de l’Europe et leurs œufs, les concentrations dans les tissus musculaires étaient très basses pour les espèces des écosystèmes terrestres, comparables à celle des mammifères herbivores de ces mêmes écosystèmes. 
 Le faucon pèlerin et ses œufs, selon plusieurs études présentent des concentrations en PBDE toujours très élevées, et les faucons sauvages sont plus contaminés que les faucons nourris en captivité (souvent à partir de poussins). Les œufs du faucon pèlerin sont cependant moins contaminés que ceux du guillemot de la mer Baltique, ce qui semble confirmer que les espèces marines sont plus exposées que celles des autres écosystèmes. Pour les espèces nord-américaines, chez le goéland argenté de la région des Grands Lacs, on a mesuré jusqu'à 16 500 μg/kg.
- Même s'ils en contiennent bien moins, les amphibiens ne sont pas épargnés, même en Scandinavie où plus de 90 % des individus analysés contenaient de 123 ± 100 et 26 ± 10 ng/kg[7].

## Méthodes de détection et d'analyse
Les valeurs présentées ci-dessus ont été mesurées majoritairement par deux techniques par chromatographie en phase gazeuse (CPG ou GC) ou par chromatographie en phase liquide-spectrométrie de masse.

### Chromatographie en phase gazeuse
Dans un premier temps, dans les deux cas[Lesquels ?], il faut préparer les échantillons. Cette phase de préparation dépend de la nature de la matrice.

#### Échantillon solide et gazeux
La phase de prétraitement concerne les échantillons dont la matrice n’est pas de l’eau (boue, sol, sédiment, tissu biologique, air, etc.). Cette étape consiste à faire sécher les produits afin de permettre une meilleure extraction par les solvants organiques. Il est possible de sécher par différentes méthodes par séchage à froid, par séchage chimique (utilisation de sulfate de sodium), par adsorption sur silice ou sur aluminium et par séchage à chaud, mais pour cette méthode, il faut éviter de chauffer à plus de 40 °C, car les PBDE subissent un altération. Les échantillons sous forme gazeuse sont passés à travers un filtre en fibre de verre ou à travers une mousse de polyuréthane. Pour ce qui est de l’extraction des PBDE, il faut les transférer dans un solvant organique. Par contre, la nature de la matrice est un problème dans cette partie puisque dans l’échantillon à analyser, une grande partie des composés présents pourraient interférer dans l’analyse, et certaines matrices, telles que les boues, les tissus organiques, les œufs, les échantillons purifiés contenus dans les matériaux de filtration de l’air, ne sont pas compatibles avec des solvants organiques. Par conséquent, les solutions employées seraient l’extraction de Soxhlet de type liquide-solide, à l’aide d’une colonne chromatographique, l’extraction de solvant accéléré (ESA), l’extraction de micro-onde assistée (EMA), l’extraction par un fluide supercritique ou encore avec l’extraction avec de l’eau chaude pressurisée.

#### Échantillon liquide
Pour ce type d’échantillon, il n’y a pas d’étape de prétraitement. Il faut uniquement effectuer une extraction. Pour ce faire il est possible d’employer plusieurs méthodes, soit l’extraction liquide-liquide, ou encore avec une extraction gel-lipophilique en combinaison avec de l’acide formique ou avec une extraction avec l’emploi d’une phase solide. Cette dernière technique est plus efficace pour les matrices de type sanguin.

#### Nettoyage
Cette étape permet de retirer un plus grand nombre d’impuretés ou de produits non désirés lors de l’analyse. Pour les composés sulfurés présents dans les échantillons solides (boue, sédiment, sol, etc.) il est possible de les extraire par une réaction avec du sulfite de tétrabutyle d’ammonium ou avec un traitement au cuivre. Pour ce qui est des autres molécules principalement les lipides ou les autres grosses molécules qui pourraient être présentes dans l’échantillon, tout dépend encore une fois de la nature de la matrice. Pour les échantillons plasmatiques ou de sérum, il est possible d’extraire les lipides par réaction enzymatique. Deux types de techniques peuvent être employés pour les autres types de matrice :
- une technique non destructive, qui emploie la chromatographie sur gel perméable (GPC), permet de séparer les grosses molécules et les lipides de l’échantillon, par contre, cette technique ne permet pas de séparer les différents composés organohalogénés dont les PBDE ;
- la seconde technique est de type destructif, elle emploie un traitement à l’acide sulfurique de manière directe ou avec l’aide d’une colonne de silice. Par contre, cette technique exige un grand nombre d’extractions ainsi qu’une étape de saponification des lipides[8].

#### Analyse
L’analyse s’effectue comme mentionné plus haut par chromatographie en phase gazeuse. La technique reste sensiblement la même, seuls les instruments diffèrent, voir tableau ci-dessous.
De plus, il faut mentionner qu’il faut faire attention aux résultats obtenus, car il est possible d’obtenir des résultats erronés dus à la matrice de départ, ainsi que sur les techniques d’extraction qui peuvent être imprégnées d’une très grosse erreur de manipulation.

### Chromatographie en phase liquide-spectrométrie de masse
La chromatographie en phase liquide-spectrométrie de masse est moins problématique que la chromatographie en phase gazeuse, car en GC, les composés qui sont fortement halogénés peuvent subir des altérations ou des dégradations thermiques dues à la volatilisation du composé. De plus, la spectrométrie de masse (MS) peut avoir certains problèmes pour le type de composés à analyser. La MS ne fournit pas une assez grande sensibilité pour les composés hautement halogénés. Pour éviter ce type de désagrément qui peut être employé LC-MS.
Il faut d’abord mentionner quelques caractéristiques du détecteur pour ce type d’analyse. Puisque pour qu'un détecteur de spectrométrie de masse détecte les ions, il faut pouvoir ioniser les PBDE qui sortent de la colonne chromatographique. Pour ce faire, il faut employer un appareil qui ionisera les produits à la sortie de la colonne. Dans le cas des PBDE, il fut employé l'APPI (en anglais : Atmospheric pressure photoionization). Deux modes existent pour l’APPI : le mode positif et le mode négatif. Le mode positif produit un ion radicalaire positif (M•+), tandis que par le mode négatif, un anion réagit avec l’oxygène présent dans l’air pour former l’espèce [M-Br + O]−. Le choix du type de mode dépend du produit analysé. Pour les composés di- à penta-BDE, le mode positif offre une réponse satisfaisante et offre un rapport signal sur bruit assez faible pour l’hexa- et l’hepta-BDE ; pour les autres PBDE, il n’y a pas de signal. Pour le mode négatif, il n’y a pas de réponse pour les composés di- et tri-BDE ; pour le tétra-BDE, le rapport signal sur bruit est faible, mais pour les composés penta- à déca-BDE la réponse est excellente.

## Écotoxicologie
Les PBDE ont une forme chimique très proche de celle de la thyroxine, une hormone thyroïdienne. Ils peuvent ainsi interférer avec le système endocrinien en inhibant l’activité de l’enzyme-hormone sulfotransférase estrogène. Cet effet a été remarqué chez les oiseaux, les reptiles, les poissons et chez les mammifères.
Ce dérèglement hormonal entraîne des modifications dans la reproduction et permet la malformation chez certaines espèces. Chez le rat, les PBDE avancent la puberté et augmentent le risque de cancer de la mamelle.

## Toxicologie
Les effets observés sont :
- la délétion de la spermatogenèse et de la production de sperme, une augmentation du risque de cancers des cellules germinales, et de cancer du sein[11] ;
- des effets critiques sur le foie et le développement neurocomportemental[12]. Notamment ils peuvent provoquer des lésions cérébrales, un trouble du déficit de l'attention avec ou sans hyperactivité et des lésions de la thyroïde[13].

Selon une synthèse de différentes études effectuées par Santé Canada, pour différents PBDE et les trois principaux mélanges commerciaux employés par l’industrie, dans le tableau ci-dessous, il est possible d’observer une grande variation entre les différentes doses nécessaires pour obtenir des effets sur certains organes cibles.
| Effet                                               | Effet | Mode de contact | Unité | 4-BDE | 5-BDE | 6-BDE | 7-BDE | Mélange 5-BDE | Mélange 8-BDE | Mélange 10-BDE |
| --------------------------------------------------- | ----- | --------------- | ----- | ----- | ----- | ----- | ----- | ------------- | ------------- | -------------- |
| Toxicité aigüe                                      | DL50  | Ingestion       | mg/kg | -     | -     | -     | 2 000 | 5 000         | 5 000         | 2 000          |
| Toxicité aigüe                                      | CL50  | Inhalation      | mg/m3 | -     | -     | -     | -     | 200 000       | 50 000        | 48 200         |
| Toxicité aigüe                                      | DL50  | voie cutanée    | mg/kg | -     | -     | -     | -     | 2 000         | 2 000         | 2 000          |
| Toxicité à court terme par doses répétées           | DMEO  | ingestion       | mg/kg | 18    | -     | -     | -     | 5             | 5             | 80             |
| Toxicité subchronique                               | DMEO  | ingestion       | mg/kg | -     | -     | -     | -     | 2             | 5             | -              |
| Toxicité chronique/cancérogénicité                  | DMEO  | ingestion       | mg/kg | -     | -     | -     | -     | -             | -             | 1 120          |
| Toxicité pour le développement et la reproduction   | DMEO  | ingestion       | mg/kg | -     | -     | -     | -     | 3             | 15            | 1 000          |
| Toxicité pour le développement neuro-comportemental | DMEO  | ingestion       | mg/kg | 10,5  | 0,8   | 0,9   | -     | < 100         | -             | 2,2            |

Ce tableau ne mentionne pas les effets particuliers sur l’organisme qui sont obtenus par les doses minimales où un effet a pu être observé (DMEO).
- Toxicité aiguë ; elle se traduit par la mort de l'individu.
- Toxicité à court terme par des doses répétées ; les effets varient selon le PBDE ingéré. Le tétra-BDE fait chuter le taux de thyroxine, et le mélange penta-BDE plus mélange octa-BDE conduit à une augmentation du poids du foie, alors que le mélange penta-BDE plus déca-BDE conduit à une hypertrophie du foie, un changement cytoplasmique génératif dans les reins et une hyperplasie thyroïdienne.
- Toxicité subchronique : dégénérescence et nécrose des cellules hépatiques. Pour ce qui est du mélange de l’octa-BDE, l’effet est encore une fois l’augmentation du poids du foie. Par la suite pour ce qui est de la toxicité pour le développement et la reproduction, pour le mélange de penta-BDE, l’effet observé est la diminution de la teneur en thyroxine, tandis que pour le mélange d’octa-BDE, il y a augmentation du poids du foie et pour le mélange de déca-BDE, l’effet observé est l’augmentation des résorptions hâtives. De plus, pour ce même mélange, il fut observé pour la même dose une augmentation du nombre de portées présentant des œdèmes sous-cutanés et un retard de l’ossification.
- Neurotoxicité ; le tétra- et le penta-BDE changent les profils d’activité et la capacité d’habituation. L’hexa-BDE altère le comportement moteur et spontané, l’apprentissage et la mémoire. Le mélange de penta-BDE induit une diminution de la performance en réponse à un stimulus dans un test de conditionnement de la peur. Le mélange de déca-BDE modifie le comportement des individus contaminés[12]. Les PBDE affectent aussi le développement cognitif des jeunes enfants, avec une chute de QI comparable à celle induite par une faible dose de plomb. Des tests sur 210 jeunes Américains ont montré que ceux qui avaient à la naissance le plus de PBDE dans le sang du cordon ombilical obtenaient plus tard les moins bons scores aux tests d’évaluation du développement mental et physique (de un à six ans), avec des effets particulièrement visibles à l’âge de 4 ans. Les auteurs jugent nécessaire une politique de prévention des expositions toxiques durant la grossesse[14], surtout aux États-Unis où les taux de PBDE chez les hommes sont plus élevés qu'en Europe et Asie.
- Cancérogénicité : trois produits sont considérés comme cancérigènes ; le penta-BDE qui n’est plus utilisé en raison de propriétés cancérigènes identifiées, l'octa-BDE qui n’est plus utilisé lui aussi en raison de propriétés cancérigènes identifiées et le déca-BDE ne présente a priori pas de risques pour la santé humaine ou l'environnement (selon les données disponibles et les autorités européennes chargées de la politique des produits chimiques. Par contre, selon Environnement Canada, ce produit est considéré comme cancérigène potentiel et est à haut risque pour la santé des fœtus et des jeunes enfants[5], dont pour le développement neurologique[14] et être facteur de complication de la grossesse, probablement en favorisant une hypothyroïdie de la femme enceinte[15].

## Législation et protection
Plusieurs pays ont commencé à réglementer l’utilisation des PBDE, vu leur haut taux de toxicité.
Canada
Selon la loi canadienne sur la protection de l’environnement (LCPE) de 1999, les PBDE sont des substances potentiellement dangereuses à cause de leurs persistances, de leurs bioaccumulations et de leurs toxicités. À l’heure actuelle, au Canada, la loi n’interdit pas utilisation des PBDE. Santé Canada et Environnement Canada ont effectué des recherches sur leurs effets sur la santé humaine et environnement. En 2008, un nouveau Règlement interdira la fabrication de tous les PBDE et limitera l'importation, l'utilisation et la vente de penta-BDE et d'octa-BDE, ce qui répond aux critères de quasi-élimination en vertu de la loi canadienne sur la protection de l'environnement (1999). La fondation David Suzuki et le Sierra Legal ont fait pression auprès du gouvernement canadien afin d’interdire l’utilisation des PBDE au Canada selon la loi LCPE.
États-Unis
Dix États américains ont adopté une législation interdisant le penta-BDE et l’octa-BDE : la Californie, Hawaii, Illinois, Maine, Maryland, Michigan, New York, Oregon, Rhode Island et Washington. Le Maine, l’Orégon et Washington ont également mis en place une interdiction limitée du déca-BDE, et le Vermont une interdiction totale. Le déca-BDE est volontairement interdit depuis la fin 2012 au niveau fédéral avec une année supplémentaire accordée pour des applications spécifiques (ex. : transport, militaire).
UE
Depuis août 2004, le penta-BDE et l’octa-BDE sont interdits en Europe à la suite d'évaluations scientifiques européennes. De plus, l’Union européenne, dans la directive RoHS de 2004 sur la restriction des substances chimiques dangereuses dans les équipements électriques et electroniques, limite la concentration maximale des PBDE. Ce règlement a fait l’objet d’un amendement spécifique (décision 2005/747/CE) en 2005, limitant la concentration des PBDE à 0,1 % en poids.
Une évaluation scientifique européenne du déca-BDE a été finalisée en mai 2004. Le déca-BDE a été enregistré dans le cadre de REACH en août 2010. En Europe, le déca-BDE est largement utilisé dans le secteur du textile et des plastiques, entre autres pour les meubles rembourrés et les moyens de transport.